# Ярных, Владимир Сергеевич
Владимир Сергеевич Ярных (10 ноября 1925 — 4 апреля 1992) — советский учёный в области ветеринарной санитарии и ветеринарно-санитарной микробиологии, академик ВАСХНИЛ (1982).

## Биография
Родился 10 ноября 1925 в Москве в семье рабочих. Во время войны с 1942 г. работал на оборонном заводе № 23 фрезеровщиком, затем наладчиком станков и сменным мастером.
Окончил 8 классов (1941), школу рабочей молодёжи (1945), один курс Московского пушно-мехового института (1945—1946), Московскую ветеринарную академию (1951).
В 1951—1955 младший научный сотрудник ВНИИ ветеринарной санитарии и дезинфекции.
С 1955 г. работал во ВНИИ ветеринарной санитарии, гигиены и экологии: младший научный сотрудник (1955—1956), заведующий лабораторией механизации (1956—1963), заместитель директора по научной работе (1963—1967), директор, одновременно заведующий лабораторией санитарной микробиологии и вирусологии (1967—1992).
Доктор ветеринарных наук (1967), профессор (1967), академик ВАСХНИЛ (1982, член-корреспондент с 1978).
Основоположник аэробиологии и использования аэродисперсных систем биологически активных веществ в ветеринарной практике.

## Награды, премии, почётные звания
Лауреат Государственной премии СССР (1982). Заслуженный деятель науки РСФСР (1977), заслуженный изобретатель РСФСР (1970). Награждён орденами Ленина (1985), Трудового Красного Знамени (1966), Октябрьской Революции (1979), двумя медалями.

## Труды
Автор (соавтор) более 200 научных публикаций, в том числе 5 книг и брошюр. Имеет 80 авторских свидетельств и 7 иностранных патентов на изобретения (США, Канада, Франция, Япония, Германия, Великобритания, Австрия).
Книги:
- Применение аэрозолей в ветеринарии. — М.: Сельхозиздат, 1962. — 239 с.
- Механизация ветеринарно-санитарных работ. — М.: Колос, 1965. — 288 с.
- Аэрозоли в ветеринарии. — М.: Колос, 1972. — 352 с.
- Ветеринарные препараты в аэрозольных баллонах / Соавт. М. А. Симецкий. — М.: Колос, 1979. — 167 с.